# Kanton Bastia-5 (Lupino)
Der Kanton Bastia-5 (Lupino) war von 1982 bis 2015 ein französischer Wahlkreis im Arrondissement Bastia, im Département Haute-Corse und in der Region Korsika. Er entstand durch Teilung des Kantons Bastia-5 in die Kantone Bastia-5 (Lupino) und Bastia-6 (Furiani-Montésoro) und bestand aus einem Teilbereich der Stadt Bastia.